# Marta Traba
Marta Traba Taín, née à Buenos Aires, Argentine le 25 janvier 1930 et morte à Mejorada del Campo, le 27 novembre 1983, est une critique d'art et femme de lettres argentino-colombienne, connue pour ses apports sur l'étude de l'art latino-américain.

## Biographie
Ses parents étaient des immigrants galiciens : Francisco Traba, journaliste, et Marta Taín. Elle étudie la philosophie et les lettres à l'université de Buenos Aires. Pendant ses années d'étudiante, elle collabore avec la revue Ver y Estimar, dirigée par le critique d'art Jorge Romero Brest. De 1949 à 1950, elle étudie l'Histoire de l'art à La Sorbonne, à Paris. Elle s'intéresse notamment aux théories de Pierre Francastel, pour qui l'art n'est pas seulement un  plaisir esthétique mais aussi une production sociale en relation étroite avec son environnement politique, économique, religieux et scientifique. Puis elle revient en Amérique latine et étudie à l'université des Andes et à l'université nationale de Colombie, toutes les deux à Bogota. Son premier recueil de poèmes, Historia Natural de la alegría, écrit à Paris, est publié à Buenos Aires en 1952. 
Elle s'installe en Colombie en 1954. Son premier époux est le journaliste Alberto Zalamea. Elle est pionnière dans l'analyse critique de l'art colombien et latino-américain et collabore avec des programmes télévisés sur art, ainsi qu'avec diverses émissions culturelles à la radio et différents journaux. En 1957, elle fonde et prend la direction du Musée d'Art Moderne de Bogota, tout en enseignant. Ses écrits introduisent un nouveau langage critique et mettent en évidence le manque de reconnaissance dont souffre l'art latino-américain. Elle remet en cause les approches conventionnelles de la peinture et les thèmes classiques de paysage pour s'intéresser aux productions artistiques nouvelles. En 1958, elle publie El museo vacío ("Le musée vide"), un essai sur l'esthétique où elle analyse la pensée de Benedetto Croce et de Wilhelm Worringer. Elle publie également divers essais sur l'histoire de l'art en Amérique Latine, notamment en 1961  La pintura nueva en Latinoamérica ("Nouvelle peinture en Amérique latine"), en 1973 Dos décadas vulnerables en las artes plásticas latinoamericanas (1950-1970) ("Deux décennies vulnérables en arts visuels latino-américains 1950-1970"), Arte de América Latina 1900-1980 (Art latino-américain 1900-1980). Elle analyse l’œuvre de divers artistes latino-américains, entre autres Alejandro Obregón, Fernando Botero, Leopoldo Richter, Guillermo Wiedemann, Eduardo Ramírez, Samuel Montealegre, Edgar Negret, Feliza Bursztyn et Antonio Étrave. Elle étudie aussi le pop art et de l'art conceptuel. Elle participe à des controverses des années 1960 : le réalisme socialiste contre l'expressionnisme abstrait, le nationalisme versus l'internationalisme et l'art figuratif contre l'art abstrait. Pour le peintre Fernando Botero, son apport et les polémiques qu'elle a initialisées ont été essentiels : la peinture est devenue « un sujet de conversation, alors que jusque-là ça n'en était pas un. Après, les gens ont commencé à acheter. Beaucoup de jeunes qui n'avaient pas pensé pouvoir en faire un métier sont devenus artistes. Cela a été le boom artistique. La Colombie, qui était un pays de poètes, est devenu, d'un moment à l'autre, un pays de peintres. ».
En 1966, elle publie un roman, Las ceremonias del verano ("les Cérémonies de l'été") qui obtient le prix Casa de las Américas à La Havane.
En 1968, pendant le gouvernement de Carlos Lleras Restrepo, les militaires occupent l'Université Nationale de la Colombie et l'expulsent du pays. Comme exilée, elle réside à Montevideo, Caracas, San Juan de Porto Rico, Washington, Princeton, Barcelone et Paris, avec son deuxième mari, le critique littéraire uruguayen Ángel Rama. En 1982, elle obtient toutefois la nationalité colombienne.
Elle meurt dans le crash d'un Boeing 747, le vol 011 de la compagnie colombienne Avianca le 27 novembre 1983, à proximité de l'aéroport de Madrid-Barajas. Elle était en partance vers la Colombie, invitée par le président Belisario Betancur pour assister à la « Première rencontre de la Culture Hispano-américaine ». Dans le même accident sont morts également son mari Ángel Rama, l'écrivain mexicain Jorge Ibargüengoitia, l'écrivain péruvien Manuel Scorza et la pianiste catalane Rosa Sabater,.

## Principales publications
- Historia Natural de la alegría. Buenos Aires, Editorial Losada, 1952 (poésie).
- El museo vacío, 1958.
- Arte en Colombia, 1960.
- Seis artistas contemporáneos colombianos, 1963.
- Los cuatro monstruos cardinales, 1965.
- Las ceremonias del verano, Préface de Mario Benedetti, La Havane, 1966. 2.ª edición: Buenos Aires, Jorge Álvarez, 1966. 3.ª edición: Barcelone, Montesinos Editor, 1981

Prix Casa de las Américas du roman en 1966
- Los laberintos insolados, Barcelone, Seix Barral, 1967 (roman).
- Pasó así. Montevideo: Ed. Arca, 1968 (cuentos).
- La Jugada del día sexto. Santiago de Chile, Edit. Universitaria, 1969 (roman).
- Dos décadas vulnerables en las artes plásticas latinoamericanas (1950-1970), Mexico, 1973.
- Mirar En Caracas, Caracas, Monte Ávila Editores, 1974.
- Mirar en Bogotá, 1976.
- Homérica Latina, Bogota, Carlos Valencia Editores, 1979 (roman).
- Conversación al sur, Mexico, Siglo XXI, 1981.
- Historia abierta del arte colombiano, Santiago de Cali, Colcultura, 1984 [1968] (Histoire critique de l'art).
- En cualquier lugar, Bogota, Siglo XXI, 1984 (roman).
- Museo de arte moderno, Bogota, Planeta, 1984.
- De la mañana a la noche, Montevideo, Monte SEXTO, 1986 (cuentos).
- Casa sin fin, Montevideo, Monte Sexto, 1987.
- Arte de América Latina 1900-1980.

## Hommage
Le 7 février 2025, un cratère mercurien est nommé Traba en son honneur.